# Прнявор
Прнявор  (босн. Prnjavor, серб. Прњавор / Prnjavor, хорв. Prnjavor) — город в северо-западной части Республики Сербской (Босния и Герцеговина), в 40 км к востоку от города Баня-Лука. Центр одноимённой общины в регионе Баня-Лука.

## Население
Численность населения города по переписи 2013 года составляет 8 484 человека, общины — 38 399 человек.
По данным переписи 1991 года, в городе жило 8 104 человека, в том числе:
- сербы —  3.891 (48,01 %),
- боснийские мусульмане — 2.345 (28,93 %),
- югославы — 926 (11,42 %),
- хорваты — 219 (2,70 %),
- другие и неопознанные — 723 (8,92 %).